# Dragusjinovo
Dragusjinovo (bulgariska: Драгушиново) är ett distrikt i Bulgarien.   Det ligger i kommunen Obsjtina Samokov och regionen Sofijska oblast, i den västra delen av landet, 40 km sydost om huvudstaden Sofia.
I omgivningarna runt Dragusjinovo växer i huvudsak blandskog. Runt Dragusjinovo är det ganska glesbefolkat, med 38 invånare per kvadratkilometer.